# Kétszínű gyümölcsgalamb
A kétszínű császárgalamb (Ducula bicolor) a madarak osztályának galambalakúak (Columbiformes) rendjébe és a galambfélék (Columbidae) családjába tartozó faj. Angol neve, Pied Imperial Pigeon vagy Nutmeg Imperial-pigeon (Szerecsendió császár galamb).

## Előfordulása
Brunei, Kambodzsa, India, Indonézia, Malajzia, Mianmar, a Fülöp-szigetek, Thaiföld és Vietnám területén honos. Általában a part közelében tartózkodnak. Tengerparti erdők, mangrove és kókusz ültetvények lakója.
Kelet Queensland egyes területein csökkent a madarak száma, talán az élőhelyek elvesztése, kilövés és más emberi tevékenységek miatt. Azonban néhány populáció bizonyos mértékig helyre tudott állni. Nagy számban vadászták őket, a költőhelyeken, de 1902 óta védettek. A madárfészket sajnos az emberek szűrűn megzavarják. 

## Megjelenése
Viszonylag nagy méretű madár, hossza 35–42 cm között változik, súlya 365–510 g. Tiszta fehér, többé-kevésbé sárgás színű, kivéve a szárnyak és a farok vége mely fekete. A csőr sárga vagy sárgás-zöld, a lábak kékes-szürke színűek. Nagyon erős szárnyizmokkal rendelkezik, ez tette lehetővé számára, hogy a nagyobb nyílt vízi területeket átszelve benépesítsen rengeteg szigetet. Főleg alkonyatkor és hajnalban repülnek csapatostul, vándorló madarak. Szeretnek az esőben fürdőzni, sűrűn tisztálkodnak, nagyon tisztán tartják tollazatukat.

## Alfajai
- Ducula bicolor bicolor
- Ducula bicolor melanura
- Ducula bicolor siebersi
- Ducula bicolor subflavescens

## Életmódja
Táplálékát főleg különféle gyümölcsök és bogyók teszik ki, beleértve a vadon élő füge és a vad szerecsendió gyümölcse. Ha a földön táplálkozik ezt általában önmagában, párban vagy legfeljebb 20 fős csoportban teszi.

## Szaporodása
A egyszerű gallyfészkét mangrove erdőkben vagy bozótosban, néha sziklákon vagy csupasz talajon készít el. A fészekanyagot a fészek közelében lévő növényzetből gyűjtik. Amikor a földön fészkelnek, nem építenek fészket, hanem fokozatosan körberakják a fészkelőhelyet az elfogyasztott gyümölcsök magjaival. Mindkét szülő ül a tojásokon, majd a táplálásban is részt vesz. 1 tojást rak, a kikelési idő 27 nap.

## Érdekesség
A madarat először Luis Vaez de Torres Spanyol felfedező említi azon az útján, mely Torres-szoroson haladt át, hogy „rengeteg, nagyon nagy fehér galambot látott”. A Kétszínű császárgalamb volt az első ausztrál madár, amelyet az európaiak említenek 1606-ban.